# Тайконыр (Павлодарская область)
Тайконыр (каз. Тайқоңыр, до 199? г. — Черёмушка) — упразднённое село в Актогайском районе Павлодарской области Казахстана. Входило в состав Харьковского сельского округа. Ликвидировано в 2004 г.

## Население
По данным переписи 1999 года в селе проживало 50 человек (27 мужчин и 23 женщины).